# Panzing (Gangkofen)
Panzing ist ein Ortsteil des Marktes Gangkofen im niederbayerischen Landkreis Rottal-Inn. Das Dorf bildete bis 1972 eine selbstständige Gemeinde.

## Lage
Panzing liegt im Tal der Bina, direkt südlich von Gangkofen, auf einer Höhe von etwa 444 m ü. NN. Naturräumlich befindet es sich im Isar-Inn-Hügelland. 

## Geschichte
Das ursprünglich ortenburgische Ritterlehen Panzing gehörte zur Herrschaft Gangkofen. 1560 und 1737 wird Panzing mit dem Schloss Panzing als unbeschlossene Hofmarch bezeichnet. Unter den Gemeinden des Landgerichts erscheinen 1818/23 die beiden Gemeinden Panzing I und Panzing II, die eine ist die patrimoniale Gemeinde, die andere umfasst die übrigen Liegenschaften des Steuerdistrikts. 
Das bayerische Urkataster zeigt den Ort in den 1810er Jahren unter dem Namen Banzing als ein Straßendorf mit 24 Herdstellen rechts im Tal der damals noch frei mäandernden Bina, sowie zwei Mühlen, die deren Wasserkraft nutzten.
Die Gerichtsherrschaft über Panzing hatte am 26. Februar 1820 Freiherr von Leoprechting. Mit Befehl vom 3. bzw. 11. Februar 1852 wurden diese beiden Gemeinden zusammengelegt. Kurzfristig wurde Panzing 1946 in die Gemeinde Gangkofen eingegliedert, am 1. Januar 1948 aber wieder ausgegliedert. 
Am 1. Januar 1972 wurde Panzing endgültig nach Gangkofen eingegliedert.
Baudenkmale
An historischer Bausubstanz ist dort außer dem Taglöhnerhaus Köblergut vom Ende des 18. Jahrhunderts nichts erhalten.:8